# Porcherie
 (juillet 2017).
Pour la chanson, voir Porcherie (chanson).
Pour le film, voir Porcherie (film).

## Définition

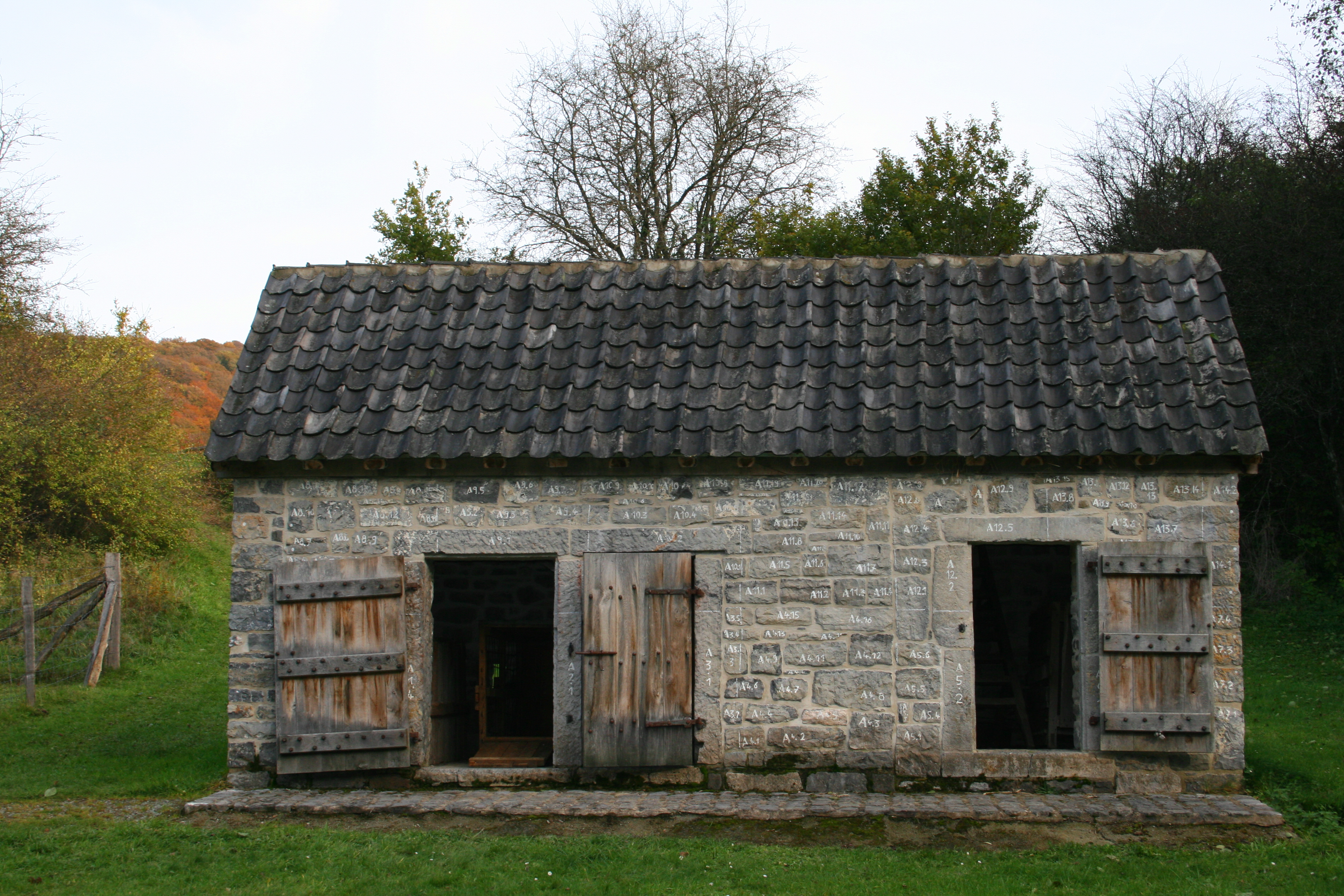
Porcherie

La porcherie correspond à un bâtiment où on élève et engraisse des porcs, c’est donc un lieu d’élevage. Il est conçu et adaptés pour l'élevage intensif, on parle de porcherie industrielle.

## Histoire
Les premières porcheries datent probablement de l'antiquité. Elles semblent être des enclos avec un abri simple.[évasif]
Les enclos et abris attenant parfois aux habitations étaient communs au Moyen Âge[évasif].

## Différents élevages
Les éleveurs décident d’élever leurs animaux en bâtiments ou en pleine air. Il existe deux types de porcherie :
-       Les bâtiments sur caillebotis sont les plus présent en France puisqu’ils représentent 90% des élevages de porc. Ces animaux sont élevés sur un sol qui permet d’évacuer les excréments.
-       Les bâtiments en litière représentent 5% des élevages français. Les porcs sont élevés dans un bâtiment où le sol est recouvert d’une litière comme la paille.
En ce qui concerne l’élevage pleine air, il représente également 5%. Les animaux sont élevés en extérieur tout au long de l’année, avec un abri disponible.
En Chine des élevages géants ont lieu, au sein de gratte-ciels qui constituent des « fermes intelligentes ». La ferme la plus importante est, en 2024, constituée d'un bâtiment de 26 étages de 390 000 m2, apte à produire 1,2 million de porcs par an.

## Règles pour construire une porcherie
Lorsqu’un éleveur décide de construire une porcherie, il doit prendre en compte certains éléments extérieurs comme le fait que :
-       La porcherie doit être à moins de 100 mètres des habitations.
-       Le bâtiment doit être à 35 mètres des points d’eau.
-       La porcherie doit être à 200 mètres des lieux de baignades et plages.
-       Le bâtiment doit être à 500 mètres de piscicultures et zones conchylicoles.
-       Il faut respecter la prévention des risques d’incendie.
-       Le sol, les murs, les canalisations et le stockage doivent être imperméable et en état pour éviter toute fuite.
-       Les eaux souillées doivent être stockées à l’extérieur de la porcherie.
-       Les eaux pluviales doivent être récupérer par les gouttières et évacuées pour éviter que ces eaux entrent dans le bâtiment.
Il y a également des règles d’exploitation comme :
-       La gestion des effluents avec un plan d’épandage qui doit être respecté, indiquant dates d’épandage et quantités.
-       La ventilation du bâtiment doit être correcte afin d’atténuer les émissions d’odeur, de gaz ou de poussières afin d’éviter les nuisances de voisinage.
-       L’éleveur doit penser à aménager les couloirs de circulation afin de gagner du temps, lors de l’entrée et la sortie des porcelets.

## Prise en compte du bien-être animal
Afin de respecter au mieux le bien-être animal, il est conseillé d’avoir une certaine température au sein des bâtiments en fonction de l’âge des animaux.
Il est également obligatoire d’avoir des jouets comme des cordes ou des balles naturelles pour que le porc exprime un de ces comportements naturels et il doit être en liberté.

## Enjeux sanitaires
Le porc est proche de l'homme. Il a coévolué avec lui et est sensible à des pathologies communes (grippe notamment). Les élevages industriels, porcins notamment sont sources de risques épidémiologiques et éco-épidémiologiques. Ils font l'objet d'une surveillance particulière[Laquelle ?]. Les agriculteurs sont eux-mêmes soumis à des risques d'infections y compris par des souches microbiennes antibiorésistantes[réf. nécessaire].

## Illustrations

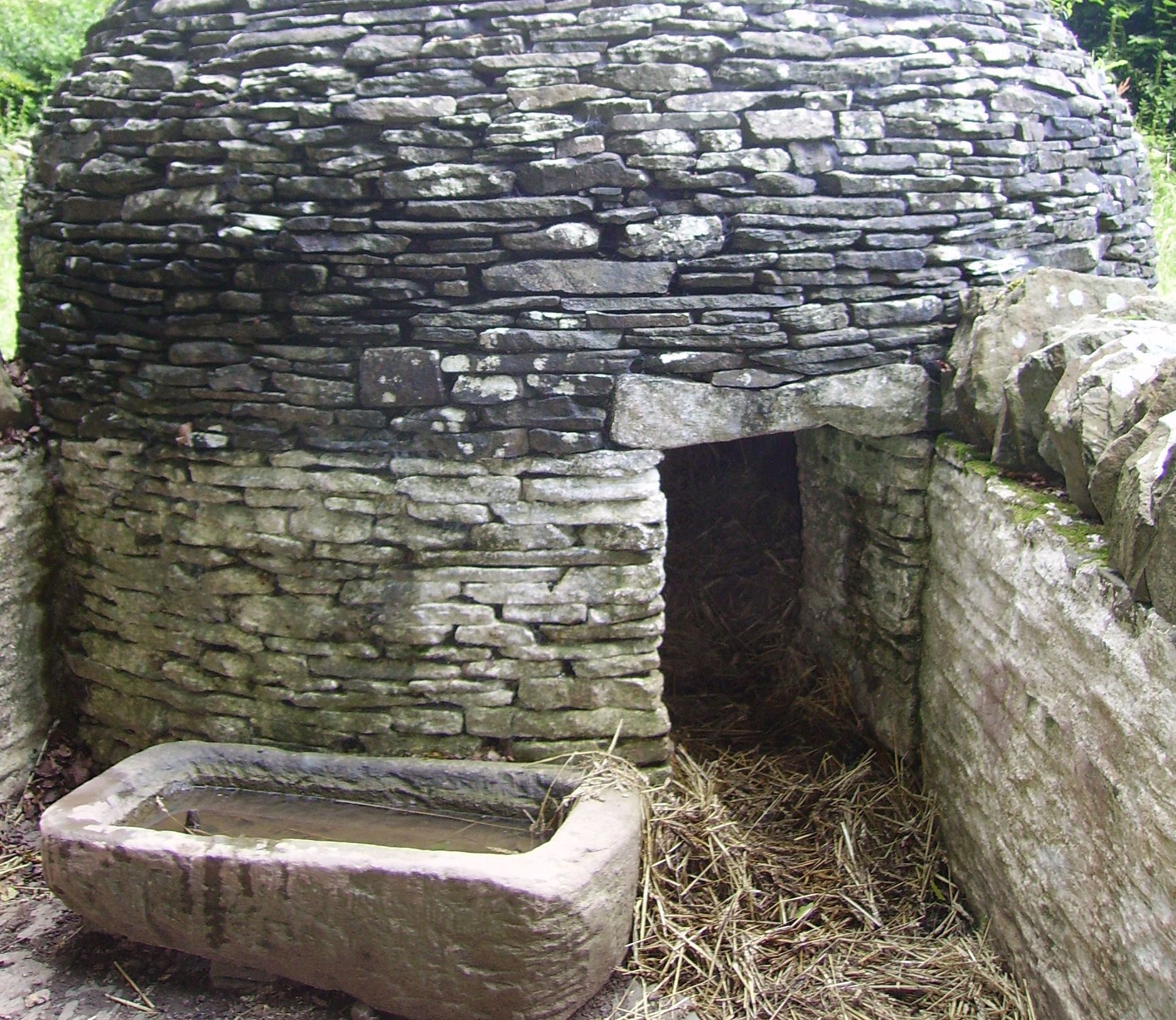
Pierre (Pays de Galles, Museum of Welsh Life, Cardiff)
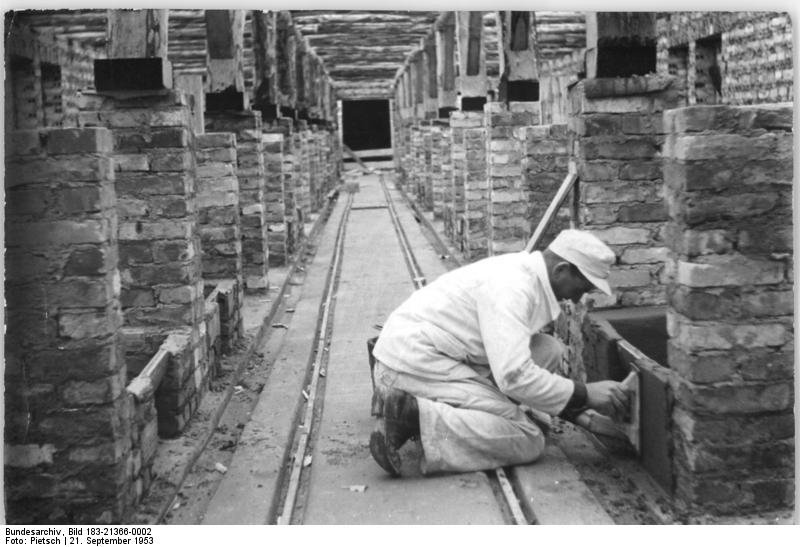
Stalles de briques, Allemagne, 1953
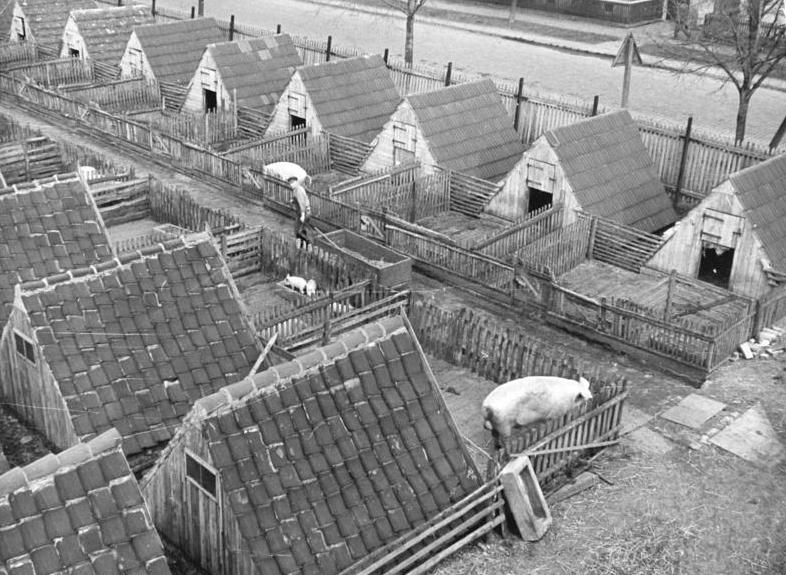
Allemagne, 1957
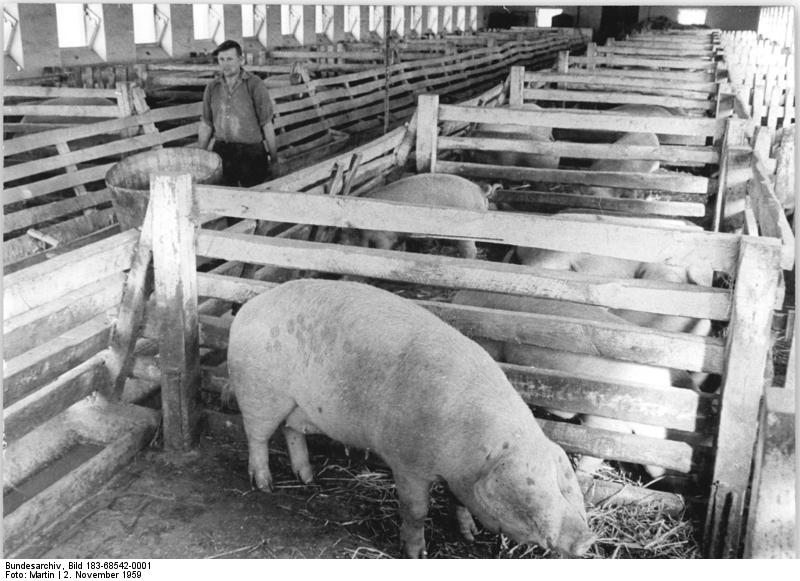
Allemagne, 1959
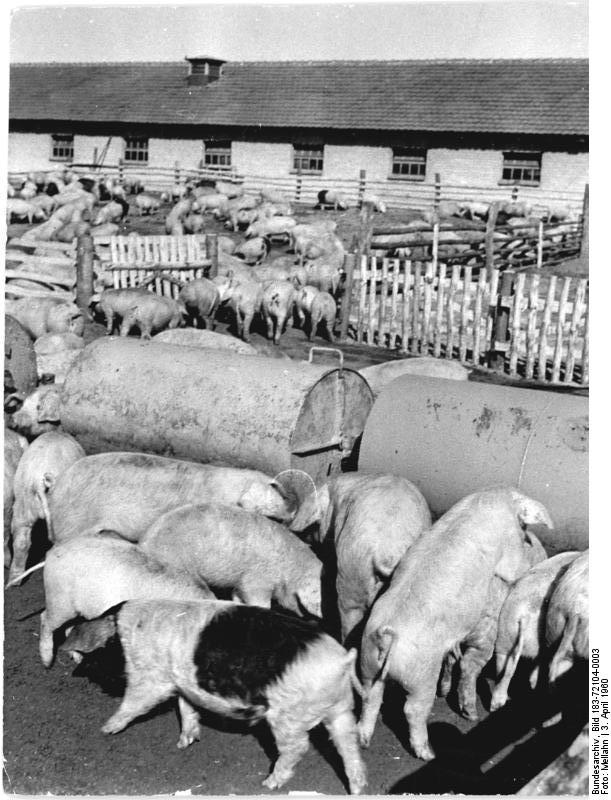
Allemagne, 1960
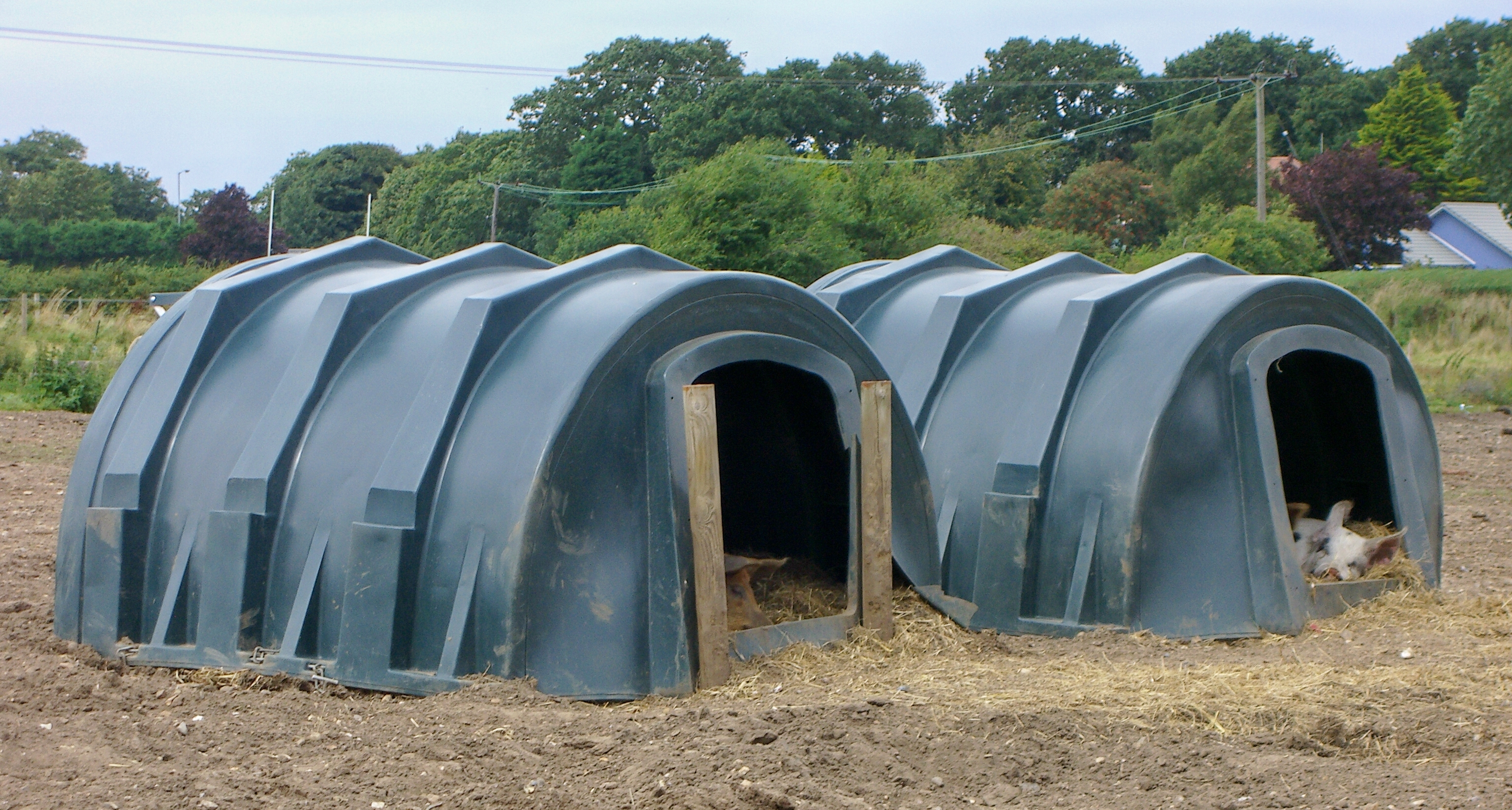
Abri mobile préfabriqué (surchauffe en été, froid en hiver)
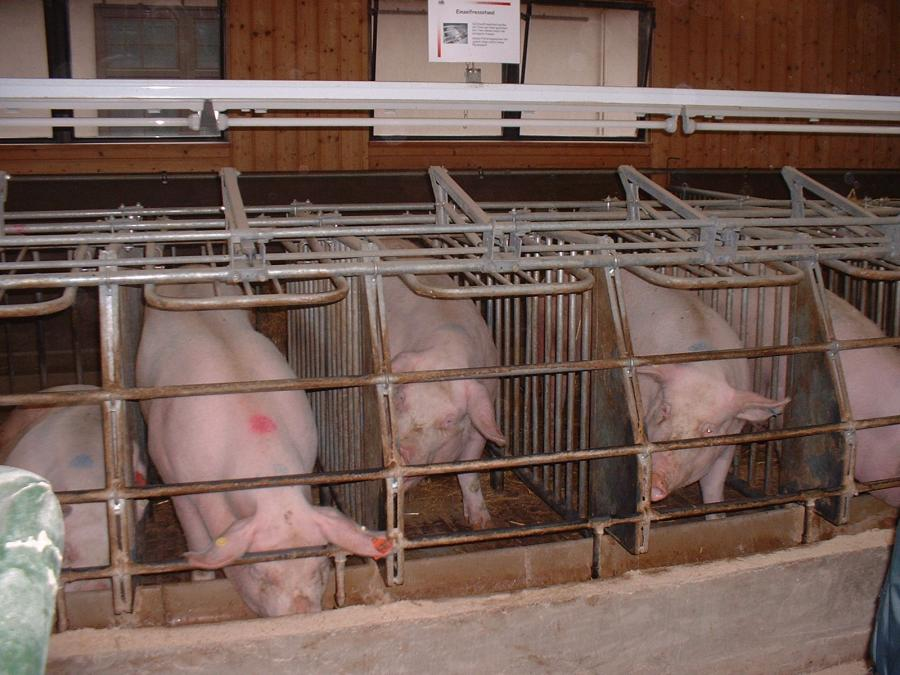
Élevage industriel
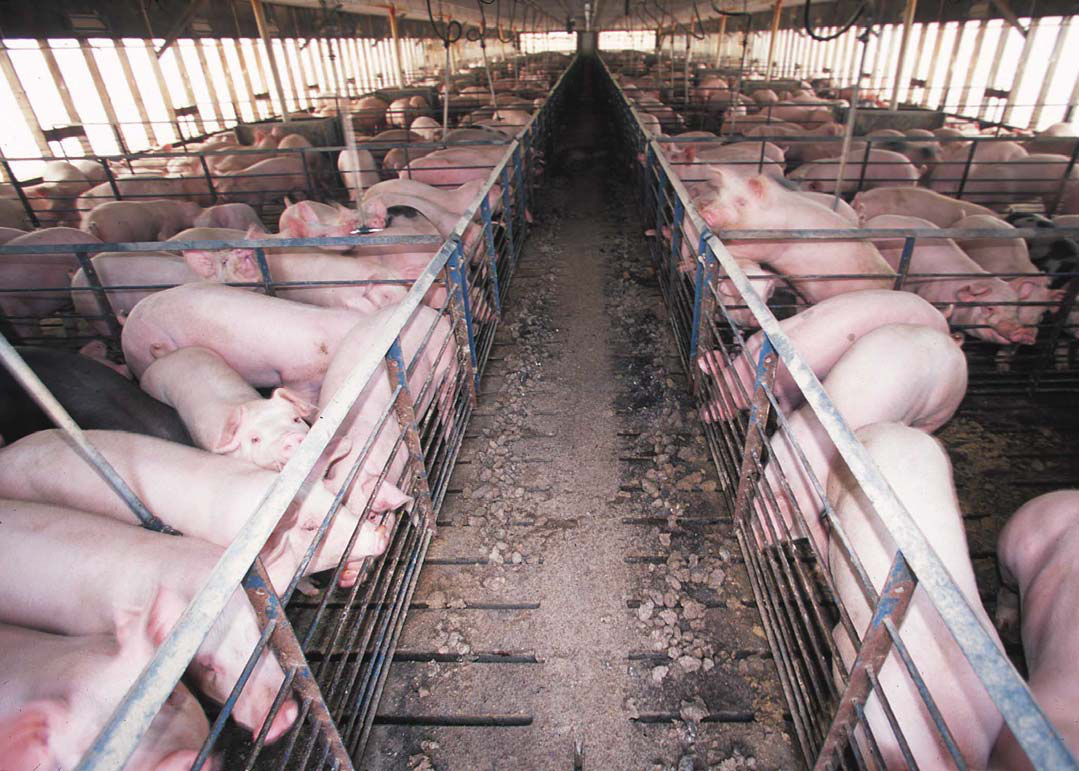
Porcherie industrielle
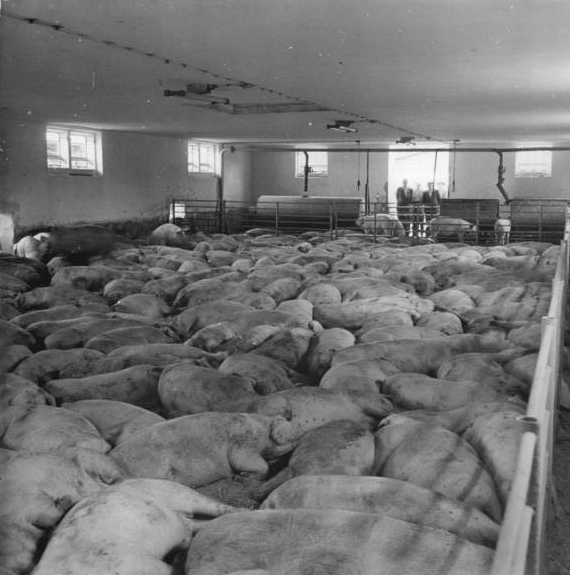
1960
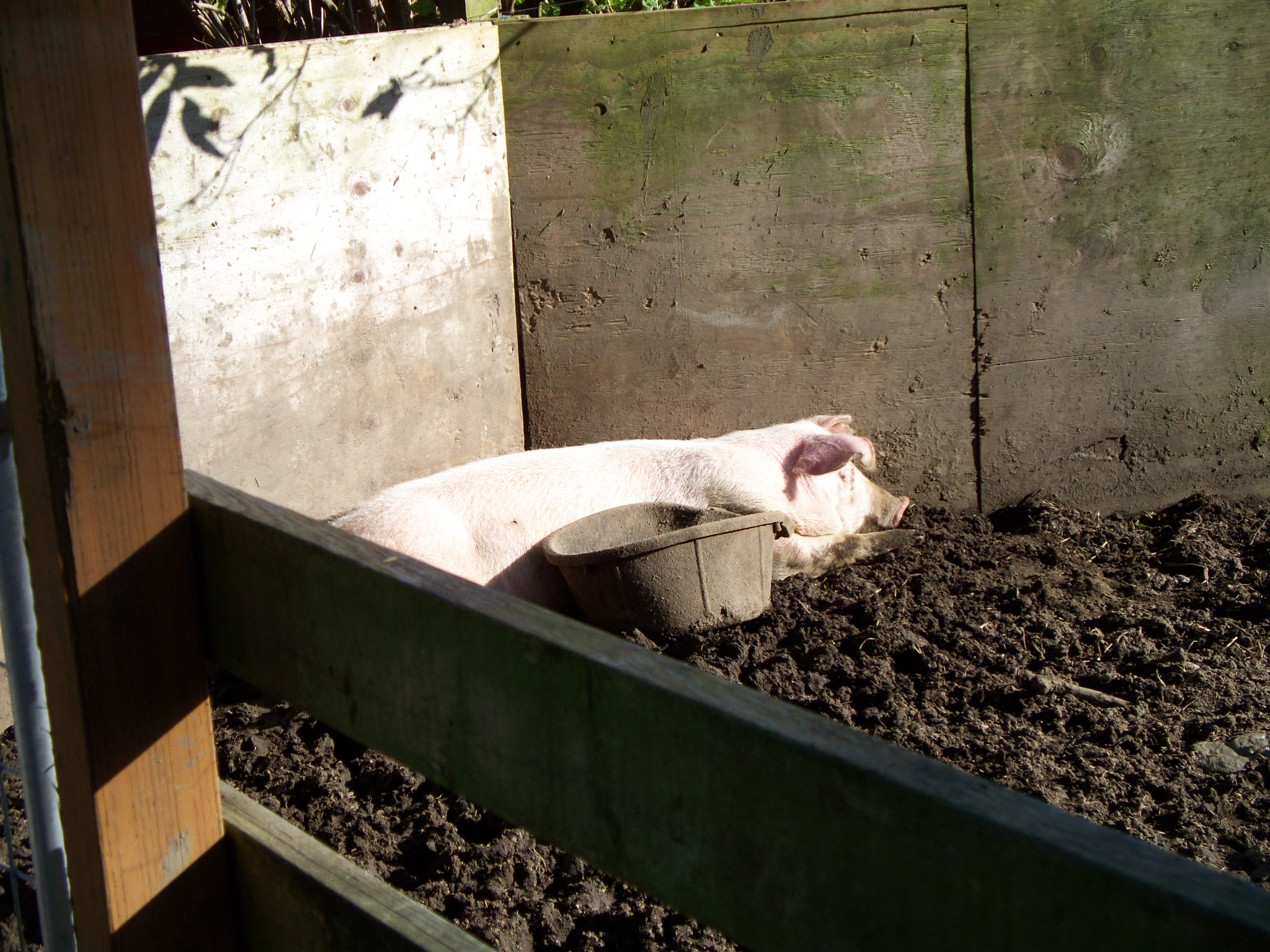
Porcherie